# Gaius Popillius Laenas
Gaius Popillius Laenas war ein römischer Politiker der ersten Hälfte des 2. Jahrhunderts v. Chr. aus der gens der Popillii.
Im Jahr 175 v. Chr. errang er die Prätur, nachdem im Jahr 176 v. Chr. bereits sein Bruder Marcus dieses Amt innegehabt hatte. Im Konsulat (172 v. Chr.) folgte er ebenfalls seinem Bruder nach. Er verhinderte als Konsul gegen den erbitterten Widerstand des Senats die Restituierung der von seinem Bruder im Vorjahr verkauften ligurischen Kriegsgefangenen. Zusammen mit seinem Amtskollegen Publius Aelius Ligus bildete er das erste rein plebejische Konsulnpaar in der Geschichte der römischen Republik, was in den Konsularfasten ausdrücklich vermerkt wurde.
Im Jahr 169 v. Chr. war Popillius als Gesandter in Griechenland und hielt sich kurz vor der Schlacht von Pydna auf Delos auf, um dort den Ausgang des Dritten Makedonischen Krieges abzuwarten. Nach dem römischen Sieg begab er sich umgehend nach Alexandria, um Antiochos IV. das römische Ultimatum zu überbringen, das den sofortigen Abzug aus dem besetzten Ägypten verlangte (vgl. Sechster Syrischer Krieg). Als dieser zögerte, zeichnete Laenas mit seinem Stock in den Sand einen Kreis um beide mit der Aufforderung, sich vor dem Verlassen des Kreises zu entscheiden. Durch seine schroffe Art veranlasste er den Seleukidenkönig zur Annahme der römischen Forderung (siehe auch Tag von Eleusis).
158 v. Chr. wurde Popillius erneut zum Konsul gewählt, während sein Bruder Marcus Zensor war. Sein Todesdatum ist unbekannt. Sein Sohn Publius erreichte 132 v. Chr. das Konsulat.